# ノバイ (ミシガン州)
ノバイ、ノーバイ（Novi）は、アメリカ合衆国ミシガン州オークランド郡の都市。人口は6万6243人（2020年）。ノバイは、デトロイトの中心部から40km北西、アナーバーの中心部から47km北東に位置している。

## 歴史
ノバイは1969年に、当時のノバイ村の有権者投票により市憲章制定が制定され、市へと昇格した。憲章は、前年1968年5月20日の投票で、賛成694票、反対283票で承認されていた。この市への昇格と憲章の制定は、それまでに数回提案され、住民投票で拒まれ続けてきたものであった。市が成立したときの境界は、それまでの村の境界がそのまま踏襲された。
もともとノバイ村は1958年に成立していたが、その際に村の一部とならなかったノバイ郡区内の複数地域を、ノバイ市は1970年代に次々と併合した。ノバイ市とノバイ郡区は、合併を巡り長年法廷闘争を続けたが、ミシガン州最高裁判所はノバイ市に有利な判断を示した。この合併をめぐる法廷闘争は、1984年まで完全には解決しなかった。

## 地名の起源
ノバイという地名の起源については、いくつか説があるものの、何れも歴史的には不正確なものである。ノバイの名は、1832年にファーミントン郡区（Farmington Township）から分離して成立したノバイ郡区からとられている。この郡区の名は、当時の住民であった J・C・エメリー博士（Dr. J. C. Emery）が、妻の発案を受けて、提案されたものであった。当時、住民たちは、ファーミントンよりも短い郡区名を求めていたと記録されている。
一説には、グランド・リバー通り（Grand River Avenue）の有料道路にあった第6料金所（No. VI）にちなんだ名であるとも言われるが、郡区が名付けられたのは1832年であり、有料道路が建設されたのは1850年代のことであった。同様の主張として、鉄道の6番目の停車場があった、といった主張もなされているが、ホリー・ウェイン・アンド・モンロー鉄道（Holly, Wayne and Monroe Railway）（現在のCSXトランスポーテーション）が郡区内に達したのは1870 - 71年であり、郡区の命名の40年ほど後のことであった。さらに、ありがちな誤解として、ノバイがデトロイト発の駅馬車の6番目の停車地だった、というものもある。

## 史跡
- 旧郡区庁舎：旧郡区庁舎はもともとグランド・リバー通りの南側、ノバイ・ロード（Novi Road）に面して建っていた。その後、1980年代に、ノバイ図書館の敷地内に移設された。その後、図書館の新築にともなって、さらに移設が必要となり、2009年から2010年にかけて、隣接するジェイコブ・アンド・レベッカ・フュースト農場（the Jacob and Rebecca Fuerst Farmstead）跡地の公園に再移設された[9]。
- トールゲート農場（Tollgate Farm）[10]：ミシガン州立大学が運営する、160エーカー（65ヘクタール）の農場兼教育施設。
- カーネル・サミュエル・ホワイト農場（Colonel Samuel White Homestead）[11][12]：敷地内にはミシガン州史跡標識（Michigan Historical Marker）が置かれている。
- ノバイ停車場[7]：1871年に建設されたホリー・ウェイン・アンド・モンロー鉄道（現在のCSX）の停車場の一部が現存している。

### 失われた史跡
- ジェイコブ・アンド・レベッカ・フュースト農場（the Jacob and Rebecca Fuerst Farmstead）[13]：アメリカ合衆国国家歴史登録財であったが、市当局の判断で破壊された[14]。北側の納屋は2008年7月16日に、母屋は8月に破壊され、南側と東側の納屋は解体され、敷地内から撤去された。敷地内には、農場にあった建物はひとつも残されていない。

## 地理
アメリカ合衆国国勢調査局によれば、ノバイ市は面積31.3平方マイル（81.1平方キロメートル）で、そのうち30.5平方マイル（78.9平方キロメートル）が陸地、0.9平方マイル（2.2平方キロメートル）、すなわち全体の2.74パーセントが水面となっている。市内最大の湖は、大部分が市域に含まれるウォールド湖（Walled Lake）である。この湖は、ルージュ川（River Rouge）のミドル支流（the Middle Branch）の源となっている。ウォールド湖の南西にはシャウッド湖（Shawood Lake）がある。市内にいくつもある小規模な湖は、かつての砂利採掘場の跡か、防災池調整池である。市域の大部分はルージュ川流域にあり、市域の北部と西部の一部は、ヒューロン川（Huron River）流域にある。
ノバイ市から直接アクセスできる主要道路には、州間高速道路 I-96、I-696、I-275、州道M-5 などがある。

## 人口構成
2010年の国勢調査によるノバイ市の人口は、55,224人であった。
2000年の国勢調査の時点で、ノバイ市には、人口 47,386 人、世帯数 18,726 世帯、 12,321 家族が居住していた。人口密度は、1平方マイルあたり 1,555.2人（1平方キロメートルあたり 600.5人）であった。家屋は19,649戸あり、1平方マイルあたり 644.9戸（1平方キロメートルあたり 249.0戸）であった。
民族構成は、白人が87.26%、アフリカ系が1.92%、大陸先住民族系0.19%、アジア系8.67%、太平洋先住民族系0.02%、その他 0.47%、複数の血統を引く者1.48%であった。いずれの民族であるかを問わず、ヒスパニックないしラティーノに該当する者は、全体の1.80%であった。また、ドイツ系は16.3%、アイルランド系は10.5%、ポーランド系は10.3%、イングランド系は9.2%、イタリア系は8.1%となっていた。
18,726世帯のうち、36.3%には18歳未満の子どもが同居しており、56.2%には婚姻関係にある夫婦が同居し、7.1%には夫のいない女性世帯主がいて、34.2%は非家族世帯であった。28.1%は単身世帯で、5.9%は65歳以上の独居世帯であった。世帯員数は平均2.52人、家族員数は平均3.17人であった。
2000年時点のノバイ市の人口は、27.6%が18際未満で、6.7%が18歳から24歳、35.7%が25歳から44歳、21.9%が45歳から64歳、8.1%が65歳以上であった。平均年齢は35歳。性比は、女性100人に対し男性96.9人、18歳以上に限ると女性100人に対し男性93.4人であった。
2000年時点のノバイ市の世帯収入の中央値は、71,918ドルで、家族世帯の収入の中央値は、91,369 ドルであった（これらの数値は、2007年の推計では、それぞれ78,151ドル、101,286ドルに増加している）。男性の所得中央値は65,590ドルであったのに対し、女性は38,432ドルであった。ノバイ市の1人あたり所得は35,992ドルであった。家族世帯のおよそ1.6%、人口の2.2%は、貧困線以下の水準にあり、年代別では18歳未満の2.4%、65歳以上の2.7%が該当する。

### 日本人の人口

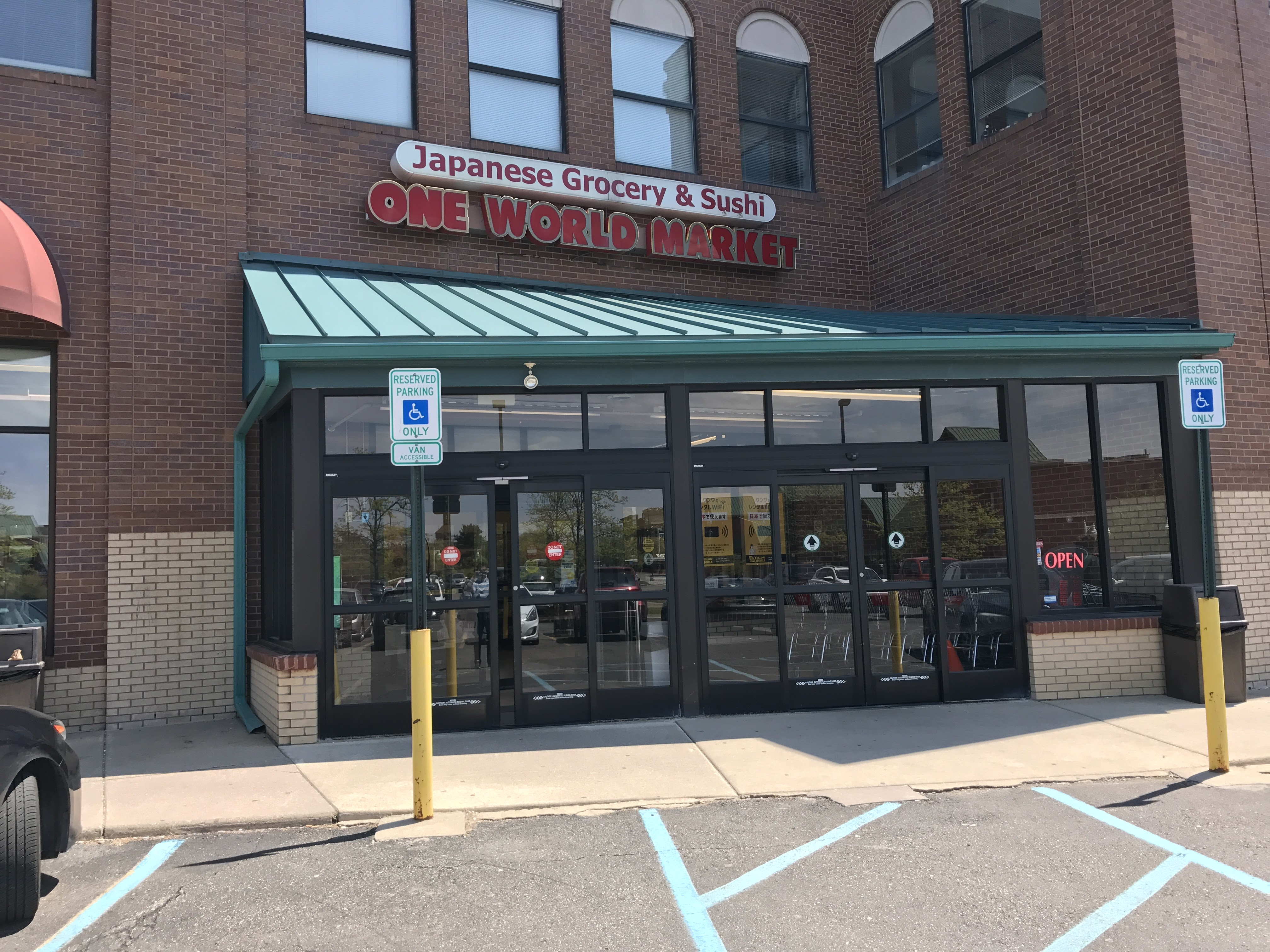
ワンワールドマーケット (One World Market), ノバイの日本食品店

2011年現在、住民の15.9%をアジア系が占めている。日本人住民は2,438人となり、これはミシガン州の都市では最大である。2003年時点で日本人は1417人であったが、2011年には、2003年に比べ53%増加している。ノバイ市商工会議所の Ara Topouzian は、『在デトロイト日本国総領事館や日本人官僚から、ノバイは「ジャパニーズタウンとか、リトルトウキョウ」といわれる。これは我々が温かく歓迎しているからである。』
"
ノバイにいる日本人の多くは、3年有効か5年有効の短期ビザを保有しており、セントジョン・プロビデンス・ヘルスシステムのDr. Andrew Vosburghによれば、多くは発展的分野、技術的分野、研究的分野に従事しており、職場はノバイ、アナーバー、スプリングフィールドを含む周辺都市となっている。。2013年4月現在、ノバイに住む日本国民は 2,666 人である。
ノバイ公立図書館には成人部、小児部に日本語の図書がある。ノバイ公立学校区には日本語での入学情報等がある。ノバイ市、公立図書館、プロビデンスパーク病院などには日本語で歓迎のメッセージがある。
ノバイのホテルクローガーでは ステイブリッジ スイーツ(Staybridge Suites)があり、日本人向けに特別な料理を提供している。当ホテルでは日本人客が30%を占める。ノバイ市では日本文化活動などを日本語で提供し、乗馬のレッスンや日本語の映画を提供している。病院では職員を訓練し、書類などを日本語にしている。ヨガも日本語のクラスがある。
1990年代、M-14ハイウエー沿いに、日産自動車がファーミントン・ヒルズにオフィスを開設し、その後トヨタがアナーバーにテクニカルセンターを開設した。その影響でノバイの日本人が増加し、日本食レストランのほか、デトロイト日本語学校がバーミングハムからノバイへ移転した。
2022年1月には静岡県浜松市の上場企業パルステック工業が現地法人を同市へ移転させるなど、近年でも日本企業の流入がみられる。

## 行政
ノバイ市は、選挙で選出される市議会と、公選ではなく市議会に任命されるシティー・マネージャー によって運営される、市議会＝マネージャー制（Council–manager government）の形態をとっている。シティー・マネージャーは、日常的な行政業務を監督し、職員人事、予算原案作成、市議会への政策提言などを担う。市議会は、2年の任期で選出される市長（mayor）、通常は6人いる4年任期の議員によって構成される。市長は市役所の長であるが、儀式的な責務を別にすると、他の議員と同等の投票権をもって市議会に参加する。シティー・マネージャーの雇用責任は、市議会が負っている。市の予算を決定し、政策や条例を定めるのは、市議会の役割である。現在の市議会は、市長 David Landry, 市長代理 Bob Gatt、議員 Justin Fischer、Terry Margolis、Andrew Mutch、David Staudt、Wayne Wrobelで構成されている。
現在のシティー・マネージャーは Clay J. Pearson である。ノバイ市の正規職員（図書館職員を含む）は249人、財政規模は6310万ドルで、市役所本庁舎にあたるノバイ・シビック・センターは、ノバイ・ロードとタフト・ロードの間にあるウェスト・テン・マイル・ロード45175番地（45175 West Ten Mile Road）にある。
住民投票によって、最初に市憲章が成立したのは1969年、最後に大きな修正が加えられたのは1977年であった。
ノバイ公共図書館は、2010年6月に55,000-平方フート (5,100 m2)の新しい図書館を開館した。それまでの図書館は、新図書館の駐車場に空間を確保するため、撤去された。

## 姉妹都市
- 日本・大鰐町[23][24]

## 教育

### 初中等教育

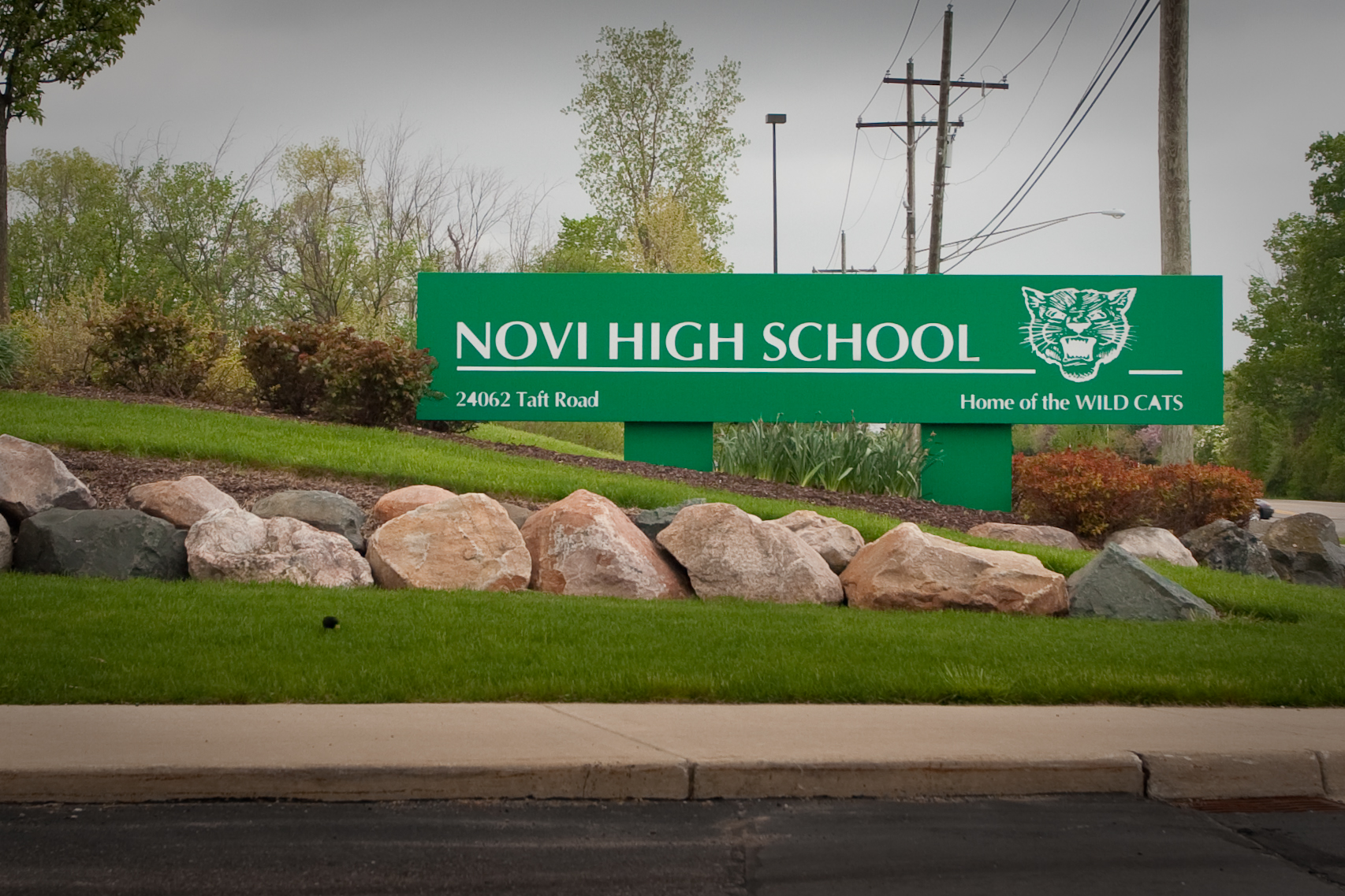
ノバイ高校のエントランスサイン

#### 公教育
ノバイ市の領域は、4つの公教育学区、ノバイコミュニティー学校区（Novi Community Schools）、ノースビル（Northville Public Schools）、サウス・リン（South Lyon Community Schools）、ウォルドレイク学校区（Walled Lake Consolidated School District）のいずれかに含まれる。市域の大部分はノバイ学区に入っているが、北西部の一部はサウス・リン学区、南部と西部の一部はノースビル学区、北部の一部はウォールド・レイク学区に入る。ウォールド・レイク学区は、ノバイ市内ではヒッコリー・ウッズ（Hickory Woods）とメドウブルック（Meadowbrook）の2校の小学校を運営しており、ノースビル学区は、ノバイ市内ではソーントン・クリーク（Thornton Creek）の小学校を運営している。
高校:
- ノバイ高校

#### 私教育
ウィクソム・ロード（Wixom Road）にあるデトロイト・カトリック・セントラル高等学校（Detroit Catholic Central High School）は、カトリック系私立男子校の進学校である。
サーティーン・マイル・ロード（Thirteen Mile Road）にあるフランクリン・ロード・クリスチャン学校（Franklin Road Christian School）は、K-12（幼稚園から高等学校までの一貫校）共学の進学校で、特定教派によらないキリスト教哲学に基づいて運営されている。

### 高等教育
ウォルシュ・カレッジ（Walsh College）の3か所あるキャンパスのひとつは、I-96の南側のメドウブルック・ロード（Meadowbrook Road）にある。ウォルシュ・カレッジは、会計、経営、財務教育に重点を置いている。
ミシガン美術学校（The Art Institute of Michigan）は、ハガティ・コリドー企業団地（the Haggerty Corridor Corporate Park）内のカボット・ドライブ（Cabot Drive）にある。
サウス大学（South University）は、12マイル・ロードとメドウブルック・ロードの角にあるオフィス・ビル内に入居している。

### 公共図書館
Charles and Myrtle Walkerという名前のノバイの公共図書館がある。最初は1960年に以前銀行だった場所に作られた。1964年に2倍に拡大され、1975年に素晴らしい開館式を行い23,190-square-foot (2,154 m2) という巨大な図書館が作られ、1976年に使用可能となった。1988年に"Dorothy Flattery Wing", というのは東翼ができ、1998年に完成。2008年現在はもっと拡大され、2010年に開館された。

### その他の教育
デトロイトりんご会補習授業校は土曜日に日本語のクラスがある。それはミシガン州バーミングハムよりノバイに2011年に移動してきた。
駿台ミシガン国際学院 (Sundai Michigan International Academy)、旧コービィ国際学院(Koby International Academy)はノバイのピーチツリーショッピングセンターにある。2008年現在、それはミシガン州の年中やっている唯一の日本語学校である。創立者は Yoshihisa Kobayashi であり2008年現在その学校長である。2008年現在年間の授業料は $10,000 であり、申し込んで待っている生徒が 60 名もいる。この学校は公的ファンドはとっていないので、入学に際し、ミシガン教育アセスメントプログラムを受ける必要はない。

## 公園、自然地域
20世紀半ばの時点で存在していた農地や空地は、大部分が既に開発されて姿を消した。その例外のひとつは、トウェルブ・マイル・ロード（Twelve Mile Road）とメドウブルック・ロード（Meadowbrook Road）の交差点の北西の角にあるトールゲート農場であり、現在はアメロカーナ財団（the Americana Foundation）が所有し、ミシガン州立大学が農場実習施設として借り受け、運営している。レイクショア公園（Lakeshore Park）も、重要な自然地域である。この公園はウォールド湖とトウェルブ・マイル・ロードに挟まれた、ノバイ・ロード（Novi Road）より西側の範囲に広がっている。この公園の一部は、訴訟を経て開発業者の手に渡ったが、それでもこの公園は、ミシガン州南東部において最大級の自治体管理下の公園である。ノバイ・シビック・センターの裏手にあるエラ・メイ・パワー公園は、ソフトボールや野球の試合、トーナメントの会場となっている。ウォールド湖畔にある、かつてウォールド・レイク・カジノと遊園地（the Walled Lake Casino and Amusement Park）があった跡地は、市有地となっており、公園として開発する計画がある。
2004年、ノバイ市は市街地の西側で、数カ所の小規模な公園用地が市に寄附されるよう、交渉にあたっていた。これらの用地は、それに連続する253エーカー (1.02 km2)の市有地とともに、ヒューロン川流域の環境条件が脆弱な地域に含まれていた。2005年、ノバイ市はミシガン自然資源信託財団（Michigan Natural Resources Trust）から資金（Michigan Natural Resources Trust Fund, MNRTF）の提供を受け、ノバイ南西部のルージュ川流域で、51エーカー (21 ha)に及ぶ環境条件が脆弱な2カ所の土地の取得に乗り出した。これらの物件は、2009年に取得に漕ぎ着けられた。2007年、南西部のヒューロン川水源域で16エーカー (65,000 m2)の自然地域を確保するために、ノバイ市はMNRTF資金から2度目の援助を得ることになった。この物件は2010年に取得された。2010年には、3度目のMNRTF資金が、市有地であるウォールド湖の南側の湖畔を公園として開発する目的で提供された。

## 経済
ノバイは、ミシガン州内で近年成長が最も著しい都市のひとつである。1970年代にトウェルブ・オーク・モール（Twelve Oaks Mall）が建設されたことで、ノバイ市はデトロイト大都市圏の中でも有数のショッピングエリアとなり、40年以上も続く成長のきっかけとなったとしばしば論じられている（実際には、1950年代以来、成長は継続している）。この成長は、市内における商業施設や工業施設の開発とともに、相当の規模の人口流入をもたらした。
ノバイでは、国際的な規模の企業がノバイに置く局地的、地方的拠点から、地元に奉仕する自営業まで、あらゆる規模の事業者が　地元の経済に組み込まれている。ノバイは、ノバイ・ロードとI-96のインターチェンジに小売業の大きな集積があることで知られているが、その他にも市内には大きな小売業の集積が数カ所あり、個人商店なども多い。ハガティ・ロード（Haggerty Road）やグランド・リバー・アベニュー（Grand River Avenue）沿いには、自動車販売店が多数並んでいる。市内の工業団地、企業団地には、ハイテク関係の研究開発の会社や、保健、運輸、流通、製造業、米国内外の自動車関連事業者などが集まっている。エネルギー関係企業は成長が最も著しい分野である。電力送電事業のITCトランスミッション（ITC Transmission）やノバイ・エネルギー（Novi Energy）の本社や、パトリック・エネルギー・サービス（Patrick Energy Services）の事務所も市内にある。
ノバイに所在する事業所によって、ノバイ商工会議所が結成されている。
大手スーパーマーケットのクローガーは、ミシガンの地方拠点をノバイ市内のグランド・リバー・アベニュー40399番地（40399 Grand River Avenue）に置いている。
ノバイ市の経済発展への取り組みのひとつは、新規立地の誘致と、既存事業の支援を目的としたウェブサイト（InvestNovi.org）の構築である。このサイトは、潜在的な事業投資者に情報を提供し、既存事業の成功を紹介している。
ノバイは、オークランド郡の中で、研究、技術、サービス関係の企業の集積で最上位に位置している。成長を維持し、アクセスのよい立地で商業活動を誘引し続けるために、ノバイの関係機関は、地方、州、連邦政府の諸官庁にインフラ整備の拡充を働きかけている。ノバイには近隣・事業所間関係グループ（Neighborhoods and Business Relations Group）という組織があり、新たな事業や開発行為、再開発などに関わる諸手続きを簡略化して円滑に進められるようにしている。手続きにかかる時間を短縮することで、事業所の移転や拡張の計画が容易に進行できるようになっている。ノバイはまた、比較的小規模な革新性をもった国際的事業所を誘致し、そこから関連事業を拡大していくことにも成功してきた。例えば、日本の自動車部品製造業者である豊和繊維工業(現・株式会社HOWA)の米国法人 Howa USA Holdings は2008年に、車両の内装に特化した研究開発部門の拠点をノバイに開設している。
ライダー・システム（Ryder Systems Inc.）は、2千2百万ドルを投じて新しい地方拠点を当地に建設した。独立系で米国最大の送電会社であるITCトランスミッションは、本社（ITC Holdings）をノバイに置いている。
2008年、デトロイト大都市圏の各地に展開しているセント・ジョン・プロビデンス・ヘルス・システム（St. John Providence Health System）は、200エーカー (0.81 km2)の敷地をもつ200床のベッドを備えたセント・ジョン・プロビデンス・パーク病院を開設した。この敷地内には、総合病院に加え、美しい木立の中に遊歩道やサイクリング道路が整備されており、18エーカー (73,000 m2)の健康、保健関係の小売店の集積が備えられている。
近年、ノバイは、テレマティクスとカーコネクティビティ（car connectivity、自動車と高機能携帯電話等の機能の接続技術）関連産業に経済開発の焦点を当てている。テレマティクス関連産業には、オークランド郡全体で5,000以上の事業所が関わっており、およそ7万人が雇用されているが、その大部分がノバイで就業している。ノバイに事業所がある代表的な企業としては、フリースケール・セミコンダクタ、エレクトロビット（Elektrobit）、ハーマン/ベッカー自動車（Harman/Becker Automotive）などがある。

## 保健
ノバイにはエリア最大級の医療施設が複数立地している。セント・ジョン・ヘルス・システムのセント・ジョン・プロビデンス・パーク病院は、2008年9月に開設された。この病院は、200エーカー (0.81 km2)の敷地を有する。
コロンバス企業団地（the Columbus Corporate Office Centre）の中には、医療施設としてはオークランド郡で最大のヘンリー・フォード・ヘルス・システム（Henry Ford Health System）が立地している。ここで提供されているサービスには、未成年および成人対象の外来精神科、作業療法や理学療法、スポーツ医学、消化器科、小児科などが含まれている。
ボッツフォード（Botsford）は、ノバイに2か所の専用施設を設けている。全米第4位の規模をもつカトリック系医療組織であるトリニティ・ヘルス（Trinity Health）は、本部をノバイに置いている。

## 著名な住民
ノバイは、一時期NHLデトロイト・レッドウィングスのスウェーデン人選手6名が住んでいたことから、「リトル・スウェーデン (Little Sweden)」と称されることがある
- ニコール・ブワシュチック（Nicole Blaszczyk、1987年 - ）：2009年のミス・ミシガン優勝者（Miss Michigan）。
- クレイグ・デロシュ（Craig DeRoche、1970年 - ）：元・ミシガン州議会下院議長[38]。
- ジョナサン・エリクソン（Jonathan Ericsson、1984年 - ）：NHLデトロイト・レッドウィングスのディフェンス[39]。
- ヨーハーン・フラーンゼン（Johan Franzén、1979年 - ）：NHLデトロイト・レッドウィングスのセンター[39]
- サンジェイ・ガプタ（Dr.Sanjay Gupta、1969年 - ）：CNNの医療関係担当の主任通信員。ノバイ高等学校（Novi High School）出身[40]
- アーニー・ハーウェル（Ernie Harwell、1918年 – 2010年）、MLBの中継で知られた、ラジオのアナウンサー[41]。
- トマス・ホルムストローム（Tomas Holmström、1973年 - ）：NHLデトロイト・レッドウィングスのウィンガー[39]
- ニクラス・クロンウォル（Niklas Kronwall、1981年 - ）：NHLデトロイト・レッドウィングスのディフェンス[39]
- ニクラス・リドストリーム（Niklas Lidström、1970年 - ）：NHLデトロイト・レッドウィングスの主将[39][42]。市内には、リドストリームの讃えて名をつけた通り「Nick Lidstrom Drive」がある[43]。
- アンドレアス・リリャ（Andreas Lilja、1975年 - ）：NHLアナハイム・ダックスのディフェンス。
- ダミアン・ウッディ（Damien Woody、1977年 - ）：ニューヨーク・ジェッツなどでプレーした、元NFLのガード[44]

## 評価
- 2009年、『Money』誌の「全米で最も住み良い場所ベスト100」において、ノバイは第48位にランクされた。